# Ustilaginales
Ustilaginales es un orden de hongos basidiomicetos perteneciente a la clase Ustilaginomycetes. Contiene 8 familias, 49 géneros, y 851 especies.
Ustinaginales también conocidos y clasificados como "hongos tizón". Son patógenos peligrosos a plantas, con sólo la etapa dicariótica  que es obligatoriamente parasitaria.

## Morfología
Tiene esporas en reposo de paredes gruesas  (teliosporas), conocida como esporas "roya"  o clamidosporas.

## Importancia económica
Entre los ustalaginales es de importancia especial Ustilago maydis, que infecta a las plantas de maíz (Zea mays) y al teosinte (Zea mays ssp. parviglumis). Las agallas que produce este tizón del maíz, conocidas como huitlacoche, han sido en México un importante producto alimenticio desde la época precolombina. El huitlacoche goza actualmente de gran demanda en los mercados gourmet de los Estados Unidos, Europa y Japón.

## Familias
- Anthracoideaceae
- Cintractiellaceae
- Clintamraceae
- Geminaginaceae
- Melanopsichiaceae
- Uleiellaceae
- Ustilaginaceae
- Websdaneaceae